# Восточная Финляндия
Восточная Финляндия (фин. Itä-Suomen lääni) — одна из 6 губерний (ляни) Финляндии с 1998 по 2009 годы. Граничила с губерниями Оулу, Западная Финляндия и Южная Финляндия, а также с Россией. Административным центром был город Миккели.
С 1 января 2010 года все губернии были упразднены. Вместо этого были образованы агентства регионального управления. На смену губернии Восточная Финляндия пришло Восточнофинляндское агентство регионального управления).

## Исторические провинции
В 1997 году произошёл передел административных границ, в результате чего количество губерний в Финляндии уменьшилось с 12 до 6. Провинции Миккели, Куопио и Северная Карелия были объединены в губернию Восточная Финляндия.

## Состав
Восточная Финляндия включала три провинции:
- Северная Карелия (фин. Pohjois-Karjala, швед. Norra Karelen)
- Северное Саво (фин. Pohjois-Savo, швед. Norra Savolax)
- Южное Саво (фин. Etelä-Savo, швед. Södra Savolax)

Провинции включали 66 коммун.

## Герб
Герб Восточной Финляндии представляет собой два герба (Карелии и Саво), собранные воедино.